# Bracon crudelis
Bracon crudelis är en stekelart som beskrevs av Cameron 1886. Bracon crudelis ingår i släktet Bracon och familjen bracksteklar. Inga underarter finns listade.